# Presidente de la Cámara de Diputados (México)
El presidente de la Mesa Directiva de la Cámara de Diputados es la cabeza de dicho órgano, encargado del gobierno interior; su labor es representar, conducir y administrar la Cámara de Diputados. Asimismo, durante las sesiones del congreso general, funge como presidente del Congreso de la Unión. Es elegido entre los diputados federales en el pleno para ocupar el cargo por un año legislativo. 
Vela por la inviolabilidad del recinto legislativo; es el garante del fuero constitucional de los diputados; y conduce las relaciones institucionales con la Cámara de Senadores, con los otros dos Poderes de la Unión y los gobiernos estatales. Además, ostenta la representación protocolaria de la cámara en el ámbito de la diplomacia parlamentaria. Al dirigir las sesiones, observa que en las actividades de la asamblea, haya equilibrio entre las libertades de los legisladores y sus grupos parlamentarios, y la eficacia en el cumplimiento de las funciones constitucionales de la cámara; asimismo, debe hacer prevalecer el interés general de la cámara por encima de los intereses particulares o de grupo. Únicamente el pleno puede llamarlo a comparecer y responder por las faltas que cometa, cuando en el ejercicio de sus atribuciones se aparte de las disposiciones que las rigen. 
Desde la reforma de 2019 al artículo 84 de la Constitución Política de los Estados Unidos Mexicanos, el presidente de la Cámara de Diputados, en su calidad de presidente del Congreso de la Unión, es el suplente provisional del presidente de la República en el caso de revocación de mandato.
La última presidenta fue la morenista Ifigenia Martínez, elegida el 1 de septiembre de 2024 para ejercer el primer año de ejercicio (2024-2025) de la LXVI Legislatura. y que falleció el 5 de octubre del mismo año.

## Facultades y deberes
Las facultades otorgadas al Presidente de la Cámara están contempladas en el artículo 23 de la Ley Orgánica del Congreso General de los Estados Unidos Mexicanos.

- 1. Son atribuciones del Presidente de la Mesa Directiva las siguientes:
  - a) Presidir las sesiones del Congreso General; las de la Cámara y las de la Comisión Permanente; así como las reuniones de la Conferencia para la Dirección y Programación de los Trabajos Legislativos. Cuando la Presidencia de la Comisión Permanente corresponda a la Cámara de Diputados, el Presidente de la Mesa Directiva formará parte de la propuesta de Diputados que deberán integrarla;
  - b) Citar, abrir, prorrogar, suspender y levantar las sesiones del Pleno; y aplazar la celebración de las mismas en los términos de la parte final del artículo 68 constitucional;
  - c) Conceder el uso de la palabra; dirigir los debates, discusiones y deliberaciones; ordenar se proceda a las votaciones y formular la declaratoria correspondiente;
  - d) Disponer lo necesario para que los diputados se conduzcan conforme a las normas que rigen el ejercicio de sus funciones;
  - e) Exigir orden al público asistente a las sesiones e imponerlo cuando hubiere motivo para ello;
  - f) Dar curso a los asuntos y negocios en términos de la normatividad aplicable y determinar los trámites que deban recaer sobre las cuestiones con que se dé cuenta a la Cámara;
  - g) Firmar, junto con uno de los Secretarios y con el Presidente y uno de los Secretarios de la Cámara de Senadores, las leyes y decretos que expida el Congreso General; y suscribir, también con uno de los Secretarios, los decretos, acuerdos y resoluciones de la Cámara;
  - h) Convocar a las reuniones de la Mesa Directiva de la Cámara, a las de la Conferencia para la Dirección y Programación de los Trabajos Legislativos y cumplir las resoluciones que le correspondan;
  - i) Comunicar al Secretario General de la Cámara las instrucciones, observaciones y propuestas que sobre las tareas a su cargo formule la Conferencia para la Dirección y Programación de los Trabajos Legislativos;
  - j) Firmar junto con el Secretario General los acuerdos de la Mesa Directiva;
  - k) Firmar la correspondencia y demás comunicaciones de la Cámara;
  - l) Tener la representación legal de la Cámara y delegarla en la persona o personas que resulte necesario;
  - m) Acordar con el titular de la Coordinación de Comunicación Social los asuntos que le competen;
  - n) Requerir a los diputados que no asistan, a concurrir a las sesiones de la Cámara y comunicar al Pleno, en su caso, las medidas o sanciones que correspondan con fundamento en los artículos 63 y 64 constitucionales;
  - o) Ordenar el auxilio de la fuerza pública en los casos que resulten necesarios;
  - p) Solicitar al Presidente de la Suprema Corte de Justicia de la Nación la atención prioritaria de los juicios de amparo, controversias constitucionales o acciones de inconstitucionalidad, en términos de lo dispuesto por el artículo 94 de la Constitución Política de los Estados Unidos Mexicanos;
  - q) Solicitar al Instituto Nacional Electoral la verificación del porcentaje requerido por la fracción IV del artículo 71 de la Constitución Política de los Estados Unidos Mexicanos; y
  - r) Las demás que le atribuyan la Constitución General de la República, esta ley y los demás ordenamientos relativos a la actividad parlamentaria.

- 2. En el caso de iniciativas y minutas preferentes tendrá las siguientes atribuciones:
  - a) Turnar inmediatamente la iniciativa o minuta a una o más comisiones para su análisis y dictamen;
  - b) Cuando se trate del señalamiento de una iniciativa que se hubiere presentado en periodos anteriores, y esté pendiente de dictamen, notificará a la comisión o comisiones que conozcan de la misma que ha adquirido el carácter de preferente;
  - c) Solicitar a la Junta de Coordinación Política que constituya e integre de manera anticipada la comisión o comisiones que dictaminarán la iniciativa o minuta con carácter de preferente;
  - d) Prevenir a la comisión o comisiones, siete días naturales antes de que venza el plazo para dictaminar la iniciativa o minuta con carácter de preferente a través de una comunicación que deberá publicarse en la Gaceta; y
  - e) Emitir la declaratoria de publicidad inmediatamente después de concluido el plazo de la comisión o comisiones para dictaminar.

- 3. Asimismo, conforme a la declaración de Presidente Electo de los Estados Unidos Mexicanos que hubiere hecho el Tribunal Electoral del Poder Judicial de la Federación, corresponde al Presidente de la Cámara disponer la elaboración inmediata del Bando Solemne; darlo a conocer al Pleno en la sesión más próxima; ordenar su publicación en el Diario Oficial de la Federación; y tomar las medidas necesarias para que se difunda en los Periódicos Oficiales de las entidades federativas y se fije en las principales oficinas públicas de las entidades federativas y de los Municipios.

- 4. Si al comenzar el periodo constitucional no se presentase el Presidente electo, o la elección no estuviere hecha o declarada válida el 1 de diciembre, procederá a tomar las medidas necesarias para que el Congreso se erija en colegio electoral a efecto de designar Presidente interino, en los términos del artículo 84 Constitucional

El Presidente de la Cámara como encargado de la representación ante los otros poderes, normalmente acude como invitado de Honor a las ceremonias del 15 y 16 de septiembre al balcón presidencial del Palacio Nacional para presenciar el Grito de Dolores y el desfile cívico-militar en compañía del Presidente de México. Desde el año 2007 es el presidente el encargado de recibir a nombre de la Cámara, el Informe de Gobierno del Gobierno de la República, de manos del Secretario de Gobernación. La Mesa Directiva y su Presidente deben ser electos por lo menos por dos terceras partes de los congresistas de la república y una vez que sucede, el diputado(a) Presidente debe asumir su cargo ante el pleno de la cámara y deberá de prestar la siguiente protesta:

Protesto guardar y hacer guardar la Constitución Política de los Estados Unidos Mexicanos y las leyes que de ella emanen, y desempeñar leal y patrióticamente el cargo de Presidente de la Mesa Directiva durante el (...) año de ejercicio de la (...) Legislatura de la Cámara de diputados que la asamblea me ha conferido, mirando en todo por el bien y prosperidad de la Unión; y si así no lo hiciere que la Nación me lo demande.

El (la) diputado(a) Presidente también deberá tomar protesta a los demás integrantes de la Mesa Directiva, y en algunos casos a los diputados o diputadas suplentes si fuera necesario. El Presidente de la Mesa Directiva debe abrir y clausurar cada sesión, puede convocar a sesiones ordinarias y modificar el reglamento de la Cámara, con el apoyo de los demás miembros de la Mesa Directiva. El cargo tiene una duración de un año, que corresponde a un año de ejercicio de la Legislatura.
Una de las principales características del cargo, es la de asumir el rol de Presidente del Congreso de la Unión, en las sesiones de Congreso general; como en la apertura de los periodos ordinarios de sesiones; la ceremonia de toma de posesión del Presidente de la República, donde es el personaje que impone la banda presidencial; y en la recepción del informe de gobierno que debe rendir el Jefe del Ejecutivo. En este último punto, y hasta que la reforma de 2007 dejó de requerir la presencia del Presidente, era el líder del Congreso el responsable de fijar postura, contestando al discurso del mandatario federal.